# J-2
J-2 byl raketový motor na kapalné pohonné látky používaný v průběhu programu Apollo na druhém stupni rakety Saturn IB a na druhém a třetím stupni rakety Saturn V. Jako palivo byl použit kapalný vodík a jako okysličovadlo sloužil kapalný kyslík. Původní verze J-2 byla vyřazena spolu s ukončením programu Apollo. Počátkem 21. století byla navržena nová verze J-2X, která měla být použita pro druhý stupeň rakety SLS; zůstalo však pouze u prototypu.

## Historie

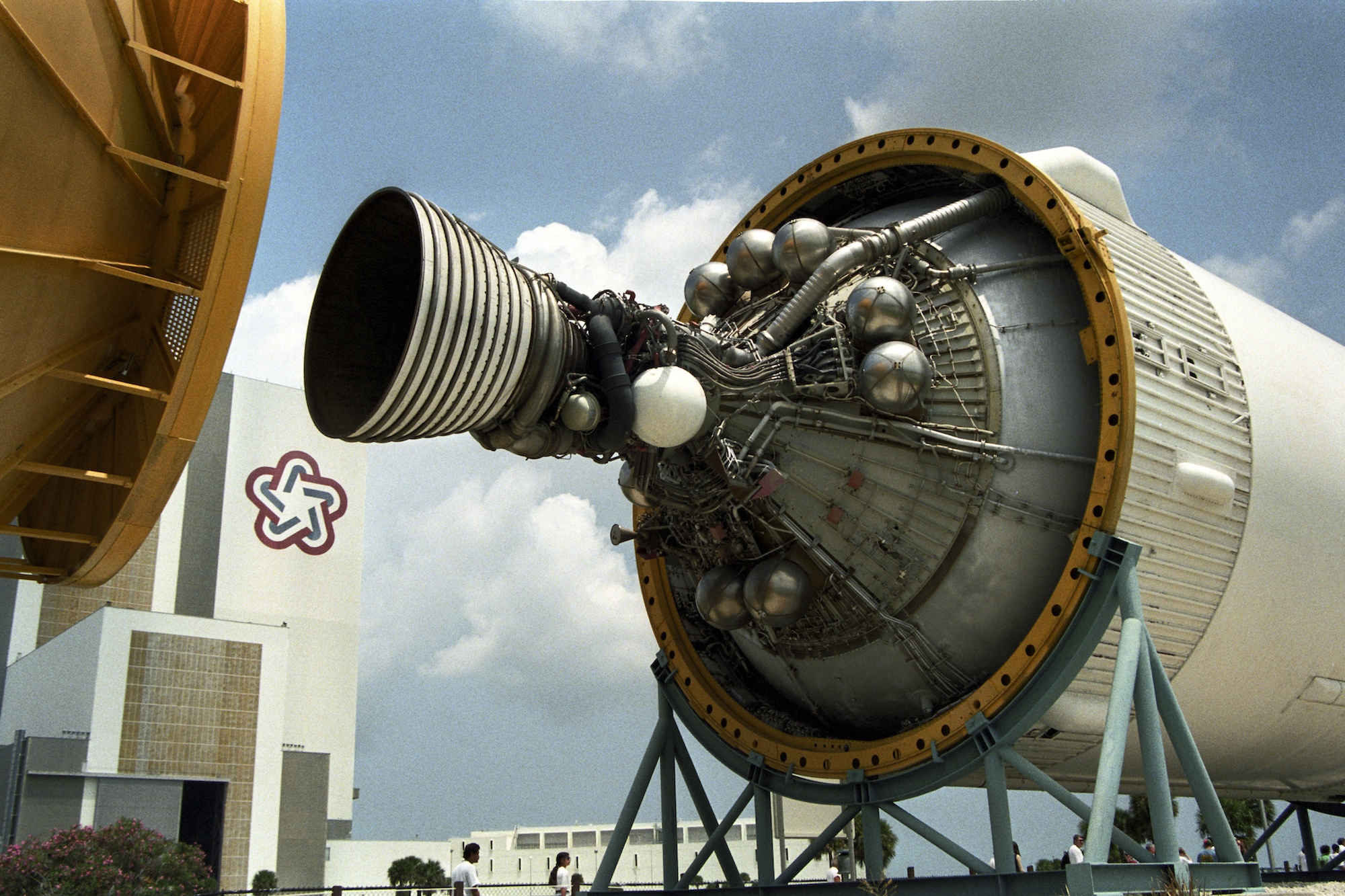
Stupeň S-IVB rakety Saturn V s motorem J-2 na expozici v návštěvnickém centru Kennedyho vesmírného střediska.

Počátky vývoje motoru sahají do konce roku 1959 a počátku roku 1960, kdy probíhal vývoj Saturnu I a byly zvažovány různé varianty jeho vyšších stupňů. Původní koncepce té doby zahrnovaly několik variabilních verzí raket Saturn a velké nosné rakety označované jako Nova. S příchodem nové koncepce programu Apollo a tedy i cesty na Měsíc, byly plány seškrtány a J-2 tedy sloužil pouze na raketách Saturn IB a Saturn V. Nejdůležitější byla jeho úloha na stupni S-IVB, který byl používán jako druhý stupeň Saturnu IB a zároveň jako třetí Saturnu V. Na Saturnu V plnil důležitou roli, protože po dosažení parkovací oběžné dráhy byl zažehnut znovu a vyslal kosmickou loď Apollo na přechodovou dráhu k Měsíci. 
Po vyřazení raketoplánů Space Shuttle měl jejich místo zaujmout program Constellation a kosmická loď Orion. NASA plánovala využít modernizovanou verzi J-2X pro Earth Departure Stage (kosmický tahač pro dopravu nákladu k Měsíci) i pro druhý stupeň Rakety Ares I a Ares V. V roce 2011 došlo ke zrušení programu Constellation, ale motory J-2X i tak měly najít využití v navazující raketě SLS. Výzkumem a výrobou byla pověřena divize firmy Pratt & Whitney Rocketdyne. Protože však pro horní stupeň rakety SLS byly využity motory RL-10C-3, byl vývoj motoru J-2X po dokončení testování jeho prototypu v roce 2014 zastaven.